# Jean-Pierre Marielle
Jean-Pierre André Marielle, född 12 april 1932 i Paris, död 24 april 2019 i Saint-Cloud, Île-de-France, var en fransk skådespelare.

## Roller (urval)
- 1962 – Climats
- 1964 – En svindlande affär
- 1964 – Jag var en manlig sexbomb
- 1965 – Håll masken, tomtegubbar
- 1974 – Festen kan börja
- 1975 – Oskyldigt offer
- 1976 – Cours après moi que je t'attrape
- 1976 – Intet nytt under kjolen
- 1980 – L'Entourloupe
- 1981 – Coup de torchon
- 1986 – Tjuvar och älskare
- 1991 – All världens morgnar
- 1993 – Ett, två, tre, frys!
- 2006 – Da Vinci-koden
- 2007 – Ce que mes yeux ont vu
- 2009 – Micmacs
- 2015 – Fantompojken (röst)